# فرودگاه بین‌المللی کاوالا
فرودگاه بین‌المللی کاوالا (به انگلیسی: Kavala International Airport) (به زبان بومی: Kavala International Airport, "Megas Alexandros") یک فرودگاه همگانی با کد یاتا KVA است که یک باند فرود آسفالت دارد و طول باند آن ۳۰۰۰ متر است. این فرودگاه در شهر کاوالا کشور یونان قرار دارد و در ارتفاع ۵ متری از سطح دریا واقع شده است.

## نگارخانه

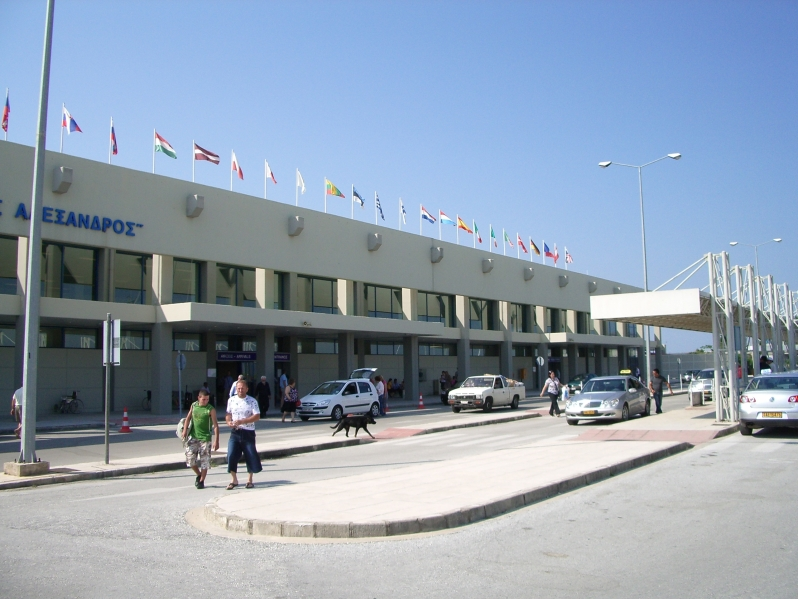
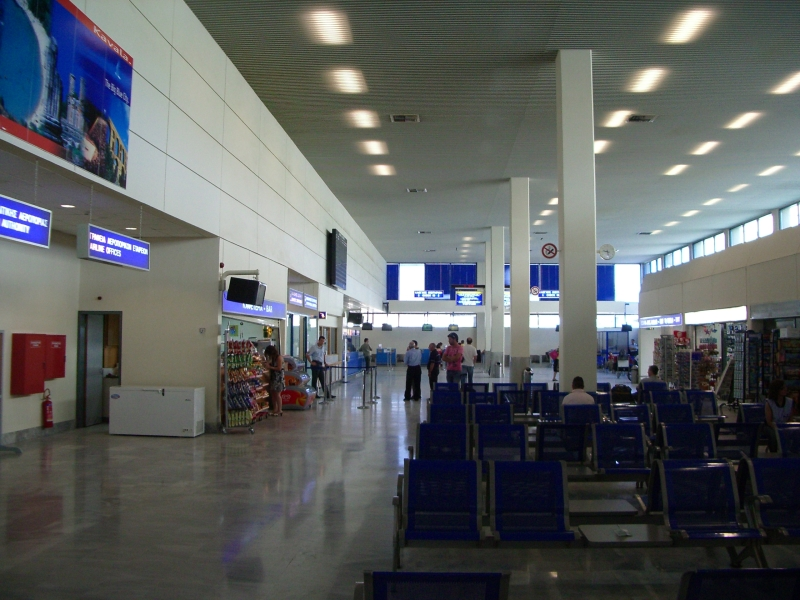
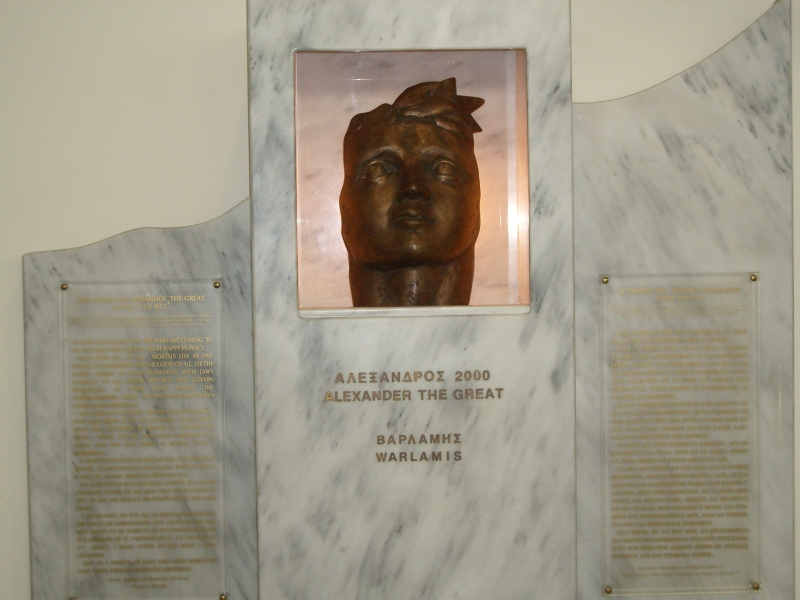

## شرکت‌های هواپیمایی و مقصدهای پروازی
| شرکت‌های هواپیمایی                                   | مقصدهای پروازی                                               |
| --------------------------------------------------- | ------------------------------------------------------------ |
| بلاویا                                              | Seasonal charter: مینسک                                      |
| بلو ایر                                             | چارتر فصلی: لارناکا                                          |
| BRA                                                 | چارتر فصلی: کپنهاگ                                           |
| کوندور فلوگدینست                                    | فصلی: دوسلدورف، فرانکفورت، مونیخ                             |
| الین‌ایر                                             | فصلی: ونوکووا، پالکوو                                        |
| یورو وینگز                                          | فصلی: دوسلدورف، وین                                          |
| یورو وینگز                                          | Seasonal: کلن بن، مونیخ، اشتوتگارت، وین                      |
| یورو وینگز اجرا توسط جرمن‌وینگز                      | فصلی: کلن بن، اشتوتگارت                                      |
| جت تایم                                             | چارتر فصلی: هلسینکی                                          |
| نروجین ایر شاتل                                     | Seasonal charter: گاتویک                                     |
| المپیک ایر                                          | آتن                                                          |
| هواپیمایی اسکاندیناوی                               | چارتر فصلی: گوتنبرگ-لاندوتر، گاردرموئن اسلو، استکهلم-آرلاندا |
| Small Planet Airlines                               | چارتر فصلی: کاتوویتس                                         |
| اسمارت‌وینگز اجرا توسط تراول سرویس ایرلاینز          | چارتر فصلی: برنو-تورانی، لئوس جانسیک استراوا، پراگ رازیون    |
| Thomas Cook Airlines                                | فصلی: بریستول، ایست میدلند، منچستر , نیوکاسل                 |
| Thomas Cook Airlines اجرا توسط اسمارت‌لینکس ایرلاینز | فصلی: گاتویک                                                 |
| Thomas Cook Airlines Scandinavia                    | چارتر فصلی: گاردرموئن اسلو                                   |
| Thomson Airways                                     | فصلی: بیرمنگام، گاتویک، منچستر                               |
| ترانساویا.کام                                       | چارتر فصلی: اسخیپول آمستردام                                 |
| Travel Service Polska                               | چارتر فصلی: شوپن ورشو                                        |
| تراول سرویس                                         | چارتر فصلی: ام. آر. استفانیک                                 |